# Басаргин, Николай Васильевич
Никола́й Васи́льевич Басарги́н (май 1799 или 9 мая 1799, Липна, Липенская волость, Покровский уезд, Владимирская губерния, Российская империя — 3 (15) февраля 1861, Москва, Российская империя) — декабрист, поручик лейб-гвардии Егерского полка, коллежский регистратор; мемуарист и публицист.

## Биография
Николай Васильевич родился в 1799 или 1800 году (именины 9 мая) в дворянской семье в д. Липня Липенской волости Покровского уезда Владимирской губернии, ныне д. Липна входит в состав Пекшинского сельского поселения Петушинского района Владимирской области. В этой усадьбе прошло его детство. Отец — майор Василий Иванович Басаргин (ум. 1822), имел в селе Михейцево Покровского уезда Владимирской губернии 56 душ, а в Венёвском уезде Тульской губернии ему принадлежало сельцо Ожевка, которое в 1816 году перешло в наследство будущему декабристу. Мать — Екатерина Карловна Бланк (1763—1815), дочь московского архитектора и инженера-строителя К. И. Бланка.

### Образование
Получил домашнее воспитание. В 1817 году «выпросил весьма скромную сумму денег у отца, отправился в Москву и поступил вольным слушателем в Императорский Московский университет. Но, при первом же посещении аудитории, он так был возмущен „неприличным поведением и дерзостью“ некоторых слушателей, что стал подумывать о возвращении», но случайная встреча со знакомым офицером привела его в Училище колонновожатых, куда он поступил 22 декабря 1817 года (3 января 1818 года), а 30 марта (11 апреля)  1819 года был выпущен из него прапорщиком свиты Его Императорского Величества по квартирмейстерской части и оставлен на год при школе «для преподавания математических лекций».

### Военная карьера
В марте 1820 года был прикомандирован к штабу 2-й армии в Тульчине. За отличие по службе 30 мая (11 июня)  1821 года произведён в подпоручики; 16 (28) октября 1821 года переведён в 31-й егерский полк поручиком и назначен адъютантом начальника Главного штаба 2-й армии П. Д. Киселёва. Спустя год, 18 (30) сентября 1822 года был зачислен в лейб-гвардии Егерский полк. С 18 (30) января 1825 года — старший адъютант Главного штаба 2-й армии. В этой должности, в чине поручика, он находился во время Восстания декабристов 14 (26) декабря 1825 года.

### Участие в тайных обществах
В 1819 году в Москве дал согласие чиновнику Бруннеру вступить в масонскую ложу Общество благоденствия, но вскоре был откомандирован в Главную квартиру 2-й армии в Тульчин. В Тульчине Басаргин вращался в кругу передовых офицеров и был принят полковником И.Г. Бурцевым в число членов Союза Благоденствия. Знал, что цель общества — водворение свободного правления в России. Принял в общество Н.С. Бобрищева-Пушкина-1-го. встречался с А. С. Пушкиным (в Одессе), К.Ф. Рылеевым (в Санкт-Петербурге), стал единомышленником П.И. Пестеля, был введен в члены Директории общества. В своих «Записках» Басаргин пишет про кружок молодых офицеров.
«Направление этого общества было более серьёзное, чем светское или беззаботно веселое; не избегая развлечений, столь естественных в летах юности, каждый старался употребить свободное от службы время на умственное и нравственное самообразование».
В Южном обществе Басаргин участия почти не принимал.
Позже Николай Васильевич разочаровался в Союзе Благоденствия.
«Скажу более, самые мысли мои относительно сокровенной цели „Союза Благоденствия“…. изменились. Не переставая смотреть теми же глазами на все, что было худо, негодовать на злоупотребления, я нередко спрашивал себя, будет ли лучше, если общество достигнет своей цели?… Я сознавался внутренне, что гораздо бы лучше было, если бы само правительство взяло инициативу и шло вперед, не задерживая, а поощряя успехи просвещения и гражданственности».

### Осуждение и ссылка

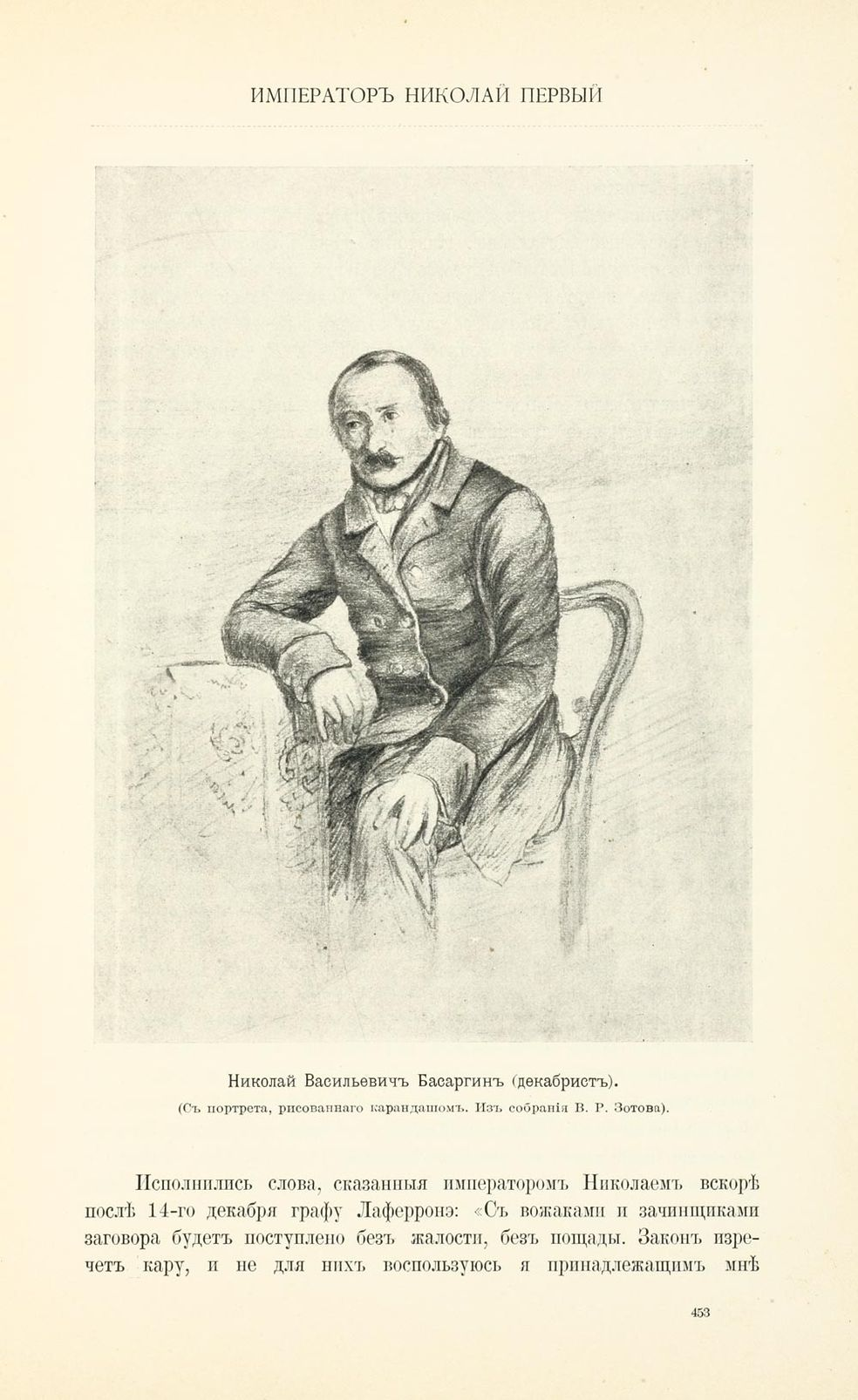
Портрет Николая Васильевича Басаргина. Репродукция. С оригинала карандашом из собрания В. Р. Зотова.

В августе 1825 года от простуды умерла жена Басаргина, и от потрясения у него отнялись ноги. Взяв отпуск, он уехал во Владимир к брату, поэтому не принял участие в декабрьском восстании.
27 декабря 1825 года (8 января 1826 года) возвратился в Тульчин. 28 декабря 1825 года (9 января 1826 года) явился к генерал-адъютанту Киселёву, который объявил, что по показаниям некоторых офицеров изобличается в принадлежности к Южному обществу. Басаргин отверг обвинения и 30 декабря 1825 года (11 января 1826 года) подал рапорт, в котором доказывал свою невиновность.
7 (19) января 1826 года арестован (Приказ об аресте 30 декабря 1825 года) и вместе с Ф.Б. Вольфом отправлен в Санкт-Петербург; Вольф склонил его к мысли отвергать все обвинения. 
14 (26) января 1826 года они были доставлены в Санкт-Петербург, 15 (27) января 1826 года Басаргин был допрошен В.В. Левашовым и заключён в Петропавловскую крепость, в № 35 Кронверкской куртины.
В июне Николай Васильевич прислал Николаю I письмо, в котором изъявлял раскаяние, но на это ему объявлено, что участь его зависит от суда.
На основании донесения следственной комиссии, гласившего, что поручик Басаргин «участвовал в умысле на цареубийство согласием (это участие Басаргин в „Записках“ отрицает категорически), участвовал в распространении тайного общества принятием одного члена», несмотря на признание самой комиссией смягчающих вину обстоятельств, Верховный уголовный суд отнес Басаргина ко 2-му разряду преступников, и, в силу конфирмованного императором Николаем приговора, был приговорен 10 (22) июля 1826 года, по лишении чинов и дворянства, к ссылке в каторжные работы на 20 лет, с переводом затем на поселение (приметы: рост 2 аршина 8 вершков, лицо белое, рябоватое, глаза карие, нос небольшой, продолговат, волосы на голове и бровях темнорусые). 22 августа (3 сентября)  1826 года срок сокращен до 15 лет.
7 (19) марта 1827 года доставлен в Читинский острог. В сентябре 1830 года прибыл в Петровский завод. В 1832 году был избран «хозяином» артели декабристов. 8 (20) ноября 1832 года срок сокращен до 10 лет.
Освобожден указом 14 (26) декабря 1835 года и обращен на поселение в г. Туринск Тобольской губернии, куда прибыл 17 (29) сентября 1836 года. В 1837 отведено 30 десятин земли в Коркинской волости.
2 (14) декабря 1841 года разрешено перевести в г. Курган Тобольской губернии, прибыл туда — 15 (27) марта 1842 года. Когда в Курган приехал Н. В. Басаргин с семьёй, декабрист И. С. Повало-Швейковский уступил им свой дом, а сам стал жить во флигеле. Николай Васильевич активно участвовал в просветительской деятельности, интересовался делами Курганского уездного училища, бывал в нём. У него установились дружеские отношения с жителями Кургана. Материальное положение семьи Басаргина в Кургане было бедственным.

### На государственной службе
7 (19) января 1846 года по просьбе брата Александра Николай Васильевич получил разрешение вступить в гражданскую службу в Сибири канцелярским служителем 4 разряда. 21 марта (2 апреля)  1846 года определён в Омск в штат канцелярии Пограничного управления сибирских киргизов, 2 (14) марта 1846 года выехал из Кургана, 14 (26) мая 1846 года прибыл в Омск, зачислен писцом 3 разряда.
7 (19) марта 1848 года переведен на службу в Ялуторовский земский суд. 1 (13) июня 1853 года зачислен в 3 разряд канцелярских служителей. Помилован в 1856 году. С 5 (17) мая 1856 года коллежский регистратор.
Басаргин вместе с Е. П. Оболенским купили мельницу на Тоболе в семи верстах от Ялуторовска. Управление принадлежало Басаргину.
От императора Александра II Николай Васильевич получил окончательное помилование, вернулся в Россию и поселился в родовом имении.

### Последние годы жизни
25 марта (6 апреля)  1857 года прибыл в Москву, 2 (14) апреля 1857 года выехал в Киев и Тульчин, затем проживал у родственника своего, полковника Андрея Ивановича Барышникова, в его имении Алексине Дорогобужского уезда Смоленской губернии.

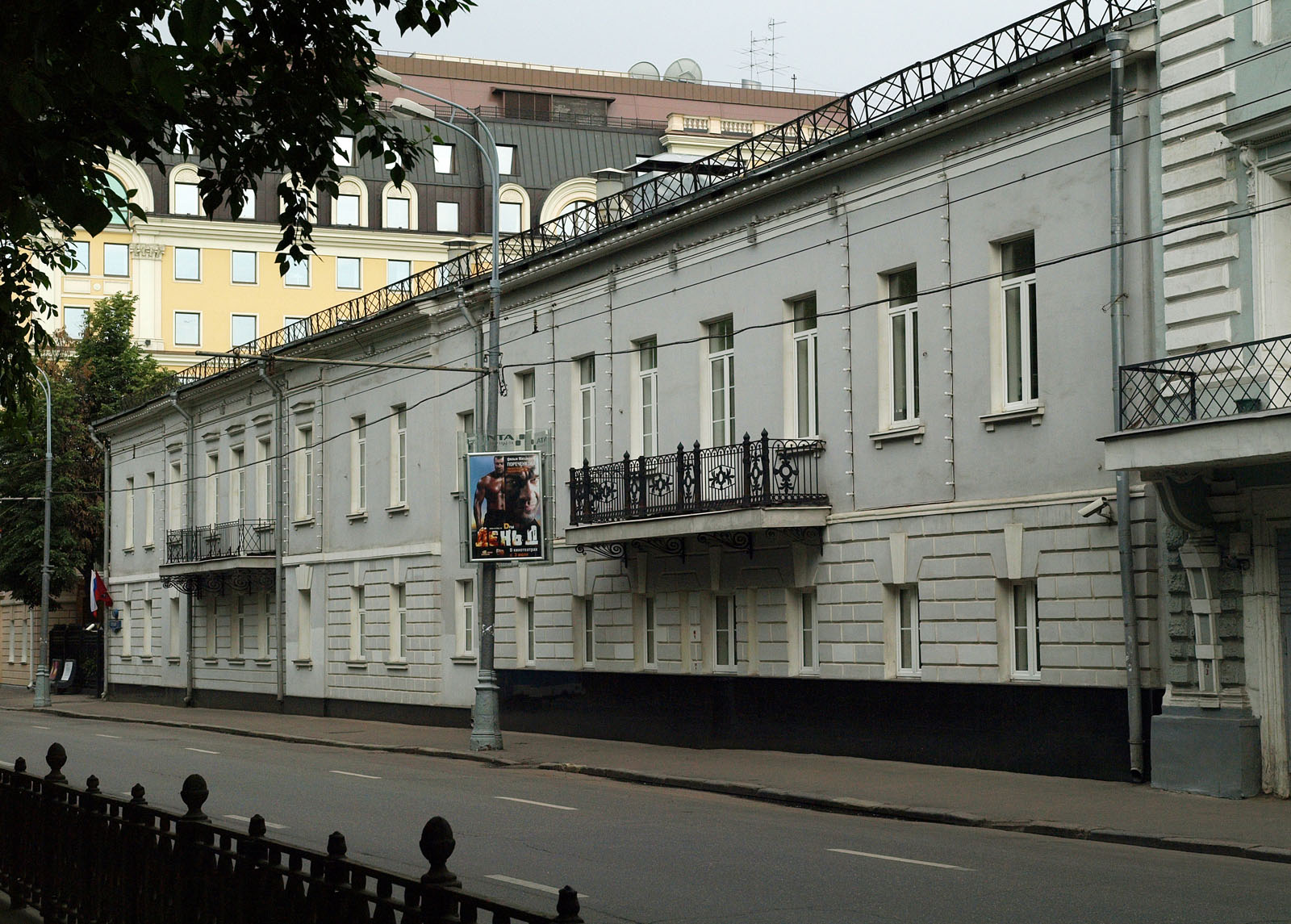
Дом, в котором жил и умер Басаргин, Москва, Тверской бульвар, 15.

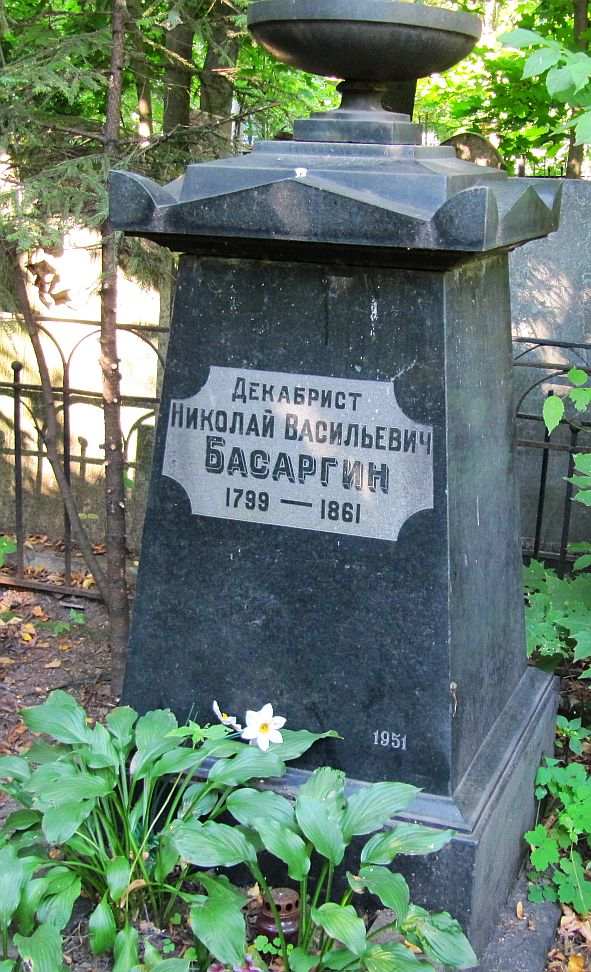
Могила Басаргина на Пятницком кладбище в Москве.

Разрешено периодически приезжать в Москву для лечения — 28 сентября (10 октября)  1857 года, разрешено приехать в Санкт-Петербург — 30 декабря 1859 года (11 января 1860 года).
Приобрел имение Вареево в Покровском уезде Владимирской губернии 7 (19) мая 1858 года, а последние годы жизни провел в имении Богородском Московской губернии.
В 1859 году жил недалеко от Большого Каменного моста, затем в доме И. П. Шаблыкина на ул. Тверской. Последние дни своей жизни провёл в доме С. А. Дубовицкой (Тверской бульвар, 15).
Состоявший под секретным надзором полиции Николай Васильевич Басаргин умер 3 (15) февраля 1861 года в Москве в доме Дубовицкой. Похоронен на Пятницком кладбище в Москве, участок 22. В одной ограде похоронен декабрист Иван Дмитриевич Якушкин (1795—1857).

## Публикации
Басаргин оставил воспоминания об училище для колонновожатых и Муравьеве Н. Н. (напечатаны в «Русском Архиве» за 1868 год, кн. 4 и 5) и «Записки», напечатанные Бартеневым в «Девятнадцатом веке» (ч. I) (отдельно изданы в 1872 году). «Записки» занимают видное место среди мемуаров декабристов. Написанные просто, правдиво, кратко, они дают мало сведений о ходе движения, но превосходно рисуют облик самого Басаргина и его мировоззрение, а также ценны по данным, касающимся жизни декабристов в Сибири (в них вошёл устав артели декабристов). Имеет также значение содержащийся в «Записках» бытовой материал, особенно рассказ о каторжнике Масленникове и о «2-х сестрах».
Основная мысль Басаргина: всякий человек способен издать «сочувствующий добру звук». Преступников «следовало бы лечить с особенным вниманием и любовью, а не преграждать им все пути к исправлению».
Басаргин мечтает о времени, когда из уголовных законов исчезнет «средневековое правило возмездия». В заключение «Записок» он выражает горячую радость по поводу того, что крепостное право «издыхает».

## Награды
- Орден Святой Анны III степени, 1823 год, во время высочайшего смотра 2-й армии. Лишён наград по суду в 1826 году.

## Звания и чины
- Колонновожатый, 22 декабря 1817 года (3 января 1818 года)
- Прапорщик, 30 марта (11 апреля)  1819 года
- Подпоручик, 30 мая (11 июня)  1821 года
- Поручик, 16 (28) октября 1821 года
- Коллежский регистратор, 5 (17) мая 1856 года

## Семья
Басаргины — дворянский род, ведущий начало от Кира Басаргина, который был рындой при Иоанне Грозном в 1556 году. По определению Владимирского дворянского депутатского собрания от 24 января (4 февраля)  1792 года род Басаргиных признан в дворянстве и внесен в 6 часть родословной книги. Указом Временного присутствия геральдии 1 (13) апреля 1843 года за No 1341 род гг. Басаргиных в древнем дворянстве по недостаточности документов не утвержден.
В 1637 году Иван, Дмитрий и Алексей Ивановичи Басаргины совместно владели (по 1/3) сельцом Михейцевым и деревней Напутной Небольской волости  Владимирского уезда. 23 июля (3 августа)  1785 года майору артиллерии Ивану Кондратьевичу Басаргину, правнуку Алексея Ивановича, его по челобитью передано имение предков. Он дед декабриста.
- Отец — майор Василий Иванович Басаргин (ум. 1822), служил адъютантом в штабе князя А.В. Суворова-Рымникского.
- Мать — Екатерина Карловна Бланк (1763—1815)
- Дед — Карл Иванович Бланк (1728—1793), московский архитектор и инженер-строитель
- Дядя — секунд-майор Сергей Иванович Басаргин
- Дядя — лейб-гвардии прапорщик Яков Иванович Басаргин
- Дядя — Пётр Карлович Бланк (1758—1811) — коллежский советник (1790), у него внук Пётр Петрович Семёнов-Тян-Шанский (1827—1914)
- Тётя — Софья Карловна Бланк (1760—1810) — замужем за статским советником и кавалером Михаилом Алексеевичем Замятниным. Ученица В. Л. Боровиковского. Проживала в Москве. Похоронена на кладбище Донского монастыря.
- Дядя —  Борис Карлович Бланк (1769—1826) — поэт, переводчик, драматург
- Дядя —  Павел Карлович Бланк (1771—?)

Николай Васильевич Басаргин был трижды женат:
- первая — княжна Мария Михайловна Мещерская (ум. в августе 1825 года при родах)
- вторая (с 27 августа (8 сентября)  1839 года) — дочь подпоручика туринской инвалидной команды Мария Елисеевна Маврина (1821—1846), в 1844 году она в результате семейной драмы поступила в Екатеринбургский женский монастырь, а 29 августа (10 сентября)  1844 года его покинула и вернулась к мужу
- третья (с марта 1847, в Омске) — Ольга Ивановна Медведева (1815—1866), сестра Д. И. Менделеева; в первом браке (1832) была за ялуторовским купцом Иваном Петровичем Медведевым (ум. 04.01.1842), двоюродным дядей П. П. Ершова. Владели Коптюльской стекольной фабрикой.

Дети:
- от первого брака дочь Софья (в 1826 ей 1 год), воспитывалась у тещи княжны Мещерской, крестница П. Д. Киселёва
- от второго брака сыновья: Александр (родился в апреле 1840 и вскоре умер) и Василий (15 (27) октября 1841 года — 18 (30) июля 1842 года).

В семье Басаргиных воспитывалась дочь декабриста Н. О. Мозгалевского Пелагея («Полинька», 1.10.1840 — 1862), впоследствии жена П. И. Менделеева, брата Д. И. Менделеева.